# Кі-Воїн (фільм)
Кі-Воїн (італ. Cyborg, il guerriero d'acciaio) — італійський науково-фантастичний бойовик.

## Сюжет
Кі-воїн — це кібернетичний воїн. Прототип Солдата Майбутнього. Кіборг, якого майже неможливо знищити. Машина, створена для вбивства. Коли він виходить з-під контролю, спеціальний армійський підрозділ отримує завдання знайти Кі-воїна і вивести його з ладу.

## У ролях
- Френк Загаріно — Тресібі
- Генрі Сільва — Хаммер
- Шеррі Роуз — Сьюзен
- Брендон Хеммонд — Брендон
- Білл Хьюз
- Рон Ленг
- Джеймс Саммерс

озвучка, англійська версія, в титрах не вказані
- Керолін Де Фонсека — медсестра
- Тед Русофф — містер Купер
- Роберт Спеффорд — адмірал
- Франк фон Кюгельген — доктор Кауфманн